# David Jacobs
David Jacobs, född 30 april 1888 i Cardiff, död 6 juni 1976 i Llandudno i Conwy, var en brittisk friidrottare.
Jacobs blev olympisk mästare på 4 x 100 meter vid sommarspelen 1912 i Stockholm.